# Figura de reloj de arena

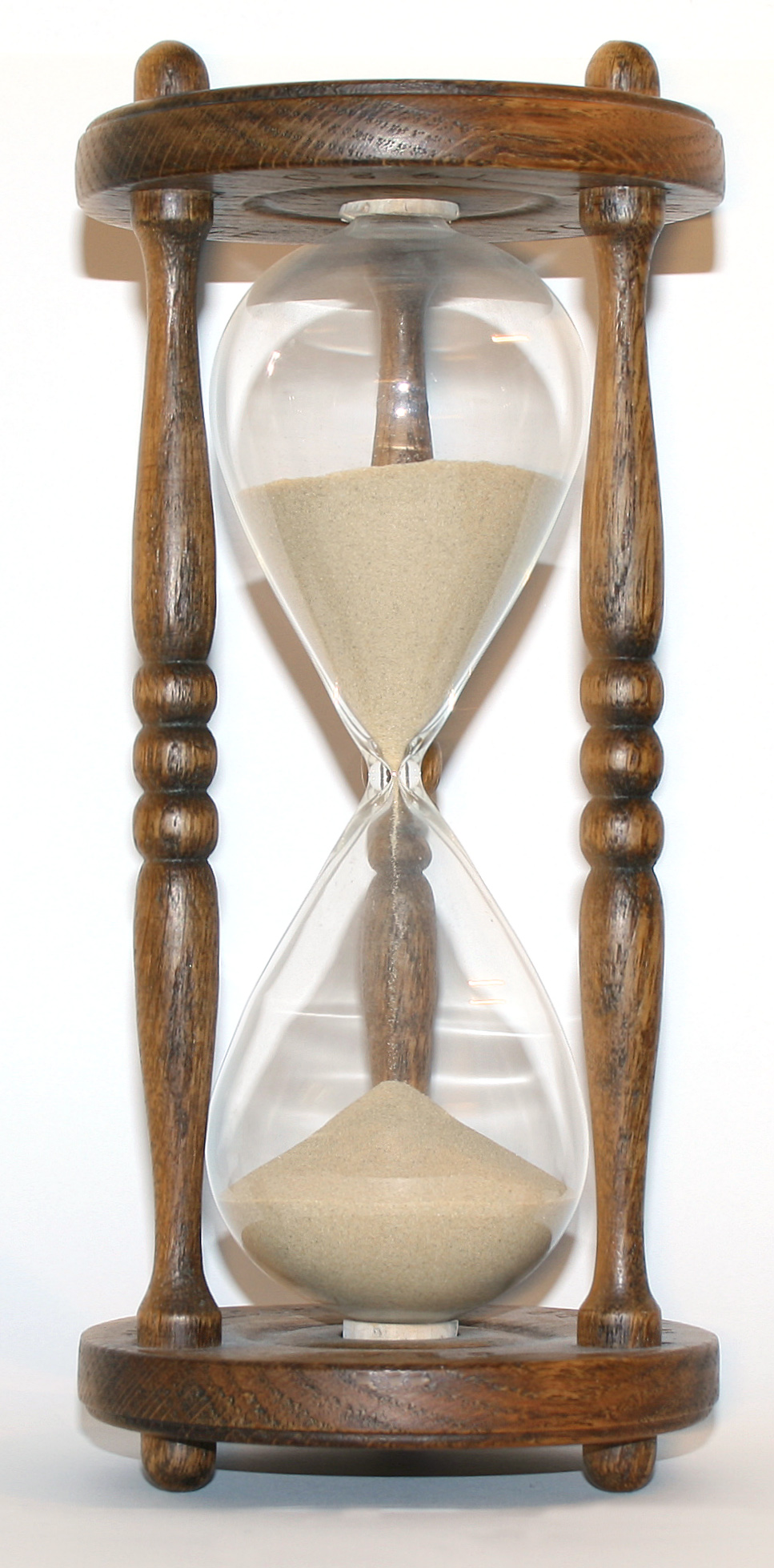
Esta forma de cuerpo recibe su nombre por su parecido con el de un reloj de arena.

La figura de reloj de arena es una de las cuatro formas corporales femeninas tradicionales descritas por la industria de la moda. Las otras formas son el rectángulo, el triángulo invertido y la cuchara/pera. La figura de reloj de arena se define por las medidas del cuerpo de una mujer: la circunferencia del busto, la cintura y las caderas. Las formas corporales de reloj de arena tienen un busto ancho, una cintura estrecha y caderas anchas con una medida similar a la del busto. Esta forma corporal recibe su nombre por su parecido con la de un reloj de arena, donde la mitad superior e inferior son anchas y aproximadamente iguales, mientras que la mitad es angosta en circunferencia, lo que hace que la forma general sea ancha-angosta-ancha. Se ha demostrado que las mujeres que exhiben la figura de reloj de arena son más admiradas, lo que puede ejercer presión sobre las mujeres cuyas formas corporales son notablemente diferentes para esforzarse por lograr la figura de reloj de arena. Esto puede provocar insatisfacción corporal, lo que puede causar trastornos alimentarios en mujeres jóvenes de todo el mundo.

## Estructura
La pelvis llamada «ginecoide» es baja y ancha, y tiene un arco púbico amplio. Esta forma se considera ideal para el parto, porque las mujeres que la tienen pueden dar a luz más fácilmente. Las mujeres altas tienen menos probabilidades de tener una forma de pelvis ginecoide. También se ha encontrado variación étnica, ya que las mujeres de Asia Oriental tienen más probabilidades de tener una forma de pelvis ginecoide que las mujeres blancas.

## Evolución de la forma del cuerpo femenino
Los científicos han propuesto que la razón evolutiva de la forma del cuerpo femenino se debe en parte a esta selección sexual. Las formas corporales típicas de cada sexo (el físico musculoso de un hombre y la figura de reloj de arena de una mujer) son resultado de la adaptación evolutiva para la aptitud reproductiva porque transmiten información sobre la calidad de los genes, la salud y la fertilidad, que son elementos importantes para la selección de pareja.
Holly Dunsworth ha criticado la suposición común de que las formas del cuerpo femenino evolucionaron por las razones mencionadas anteriormente. Ella sugiere que, aunque el dimorfismo sexual puede explicar en parte las formas corporales de las mujeres, es probable que también reflejen una adaptación a la reproducción y la locomoción. Un estudio descubrió que, durante el embarazo, el cuerpo de la mujer se transforma para poder llevar adecuadamente al bebé. Para evitar que el centro de gravedad del cuerpo de una mujer se desequilibre, se cree que la evolución podría haber favorecido los depósitos de grasa en la región de los glúteos y los muslos.
Una revisión sistemática de múltiples estudios encontró que la edad y el sexo eran los factores más fuertemente correlacionados con la relación cintura-cadera. Estos autores escribieron que no hay suficiente evidencia para concluir que un ICC bajo sea un signo de salud, fertilidad o mejor éxito reproductivo.
Los datos de 1996 a 2005 indicaron que las mujeres con mayor circunferencia de cintura tenían mayor riesgo de fallecimiento.

## La forma del cuerpo y las hormonas
Las hormonas sexuales pueden influir en la forma del cuerpo. El estrógeno disminuye la acumulación de grasa en la región abdominal y estimula el crecimiento de grasa en la parte inferior del cuerpo.
El estrógeno también ensancha la estructura interna de la pelvis (dándole la forma «ginecoide»), mientras que la hormona relaxina hace que los músculos y tendones de la pelvis se aflojen, lo que resulta en una mayor expansión de la pelvis, mayor movilidad y el llamado espacio entre los muslos.
En las mujeres, los niveles altos de estrógeno se asocian con el ancho de la pelvis, mientras que los niveles bajos de estrógeno se asocian con una circunferencia de cintura grande. Las mujeres más pesadas tienden a tener niveles más bajos de estrógeno y niveles más altos de andrógeno s.

## Historia

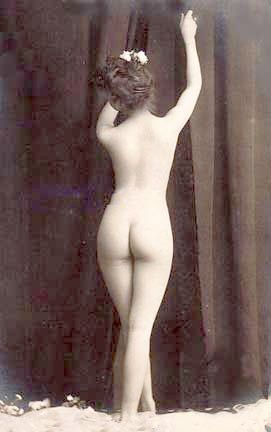
Vista trasera de una mujer desnuda con caderas pronunciadas y glúteos grandes, ambos típicamente asociados con la figura de reloj de arena.

El ideal de la figura de reloj de arena ha sido documentado desde hace mucho tiempo en una variedad de culturas. En las obras de arte de la antigua Grecia y Egipto, las esculturas de mujeres suelen tener cinturas pequeñas y caderas anchas, mientras que en las obras de arte indias y africanas, el índice cintura/cadera de las estatuas femeninas es aún más pronunciada. En la región del bajo Níger, en África, una canción tradicional Bamana describe a una joven ideal:
Una chica bien formada nunca es despreciada, Namu.... Sus senos llenan completamente su pecho, Namu.... Sus nalgas sobresalen firmemente detrás de ella... Mira su delgada y joven cintura parecida al bambú... 
En Europa, las primeras representaciones de mujeres verdaderamente de moda aparecen en el siglo XIV. Entre los siglos XIV y XVI en el norte de Europa, los vientres abultados eran considerados deseables, aunque el resto de la figura era generalmente delgada. Esto se ve más fácilmente en las pinturas de desnudos de esa época. Al observar imágenes vestidas, a menudo se ve el vientre a través de una masa de túnicas sueltas, onduladas y que de otro modo lo ocultarían. Como el estómago era la única característica anatómica visible, en las representaciones de desnudos se lo exageró, mientras que el resto del cuerpo perdió importancia. Esto era cierto en el sur de Europa en la época del Renacimiento. Aunque la estética clásica estaba siendo revivida y estudiada, el arte producido en ese período estuvo influenciado por ambos factores. Esto dio lugar a un estándar de belleza que reconciliaba las dos estéticas mediante el uso de figuras de proporciones clásicas que tenían cantidades no clásicas de carne y una piel suave y acolchada. En las pinturas de desnudos del siglo XVII, como las de Rubens, las mujeres desnudas aparecen bastante gordas. Sin embargo, al observarlas más de cerca, la mayoría de las mujeres tienen figuras bastante normales: Rubens simplemente pintó su carne con más grasa y rollitos que en otras obras de ese período. Esto puede ser un reflejo del estilo femenino de la época: un vestido largo, cilíndrico y con corsé, con detalles de satén ondulado. Así, las mujeres de Rubens tienen una figura tubular con exceso de grasa.
Aunque el corsé siguió estando de moda hasta el siglo XVIII, se acortó, se volvió más cónico y, en consecuencia, comenzó a enfatizar la cintura. También levantaba y separaba los senos a diferencia de los corsés del siglo XVII que comprimían y minimizaban los senos. En consecuencia, las representaciones de mujeres desnudas en el siglo XVIII tienden a tener una cintura muy estrecha y pechos altos y definidos, casi como si llevaran un corsé invisible. La maja desnuda es un claro ejemplo de esta estética. El siglo XIX mantuvo la figura general del siglo XVIII. Se pueden ver ejemplos en las obras de muchos artistas contemporáneos, tanto académicos, como Cabanel, Ingres y Bouguereau, como impresionistas, como Degas, Renoir y Toulouse-Lautrec. A principios del siglo XX, el auge del atletismo provocó un adelgazamiento drástico de la figura femenina. Esto culminó en el look flapper de la década de 1920, que ha influido en la moda moderna desde entonces. Los últimos 100 años abarcan el período de tiempo en el que ese tipo de cuerpo en general se ha considerado atractivo, aunque también ha habido pequeños cambios dentro del período.
A partir de la década de 1920, la silueta general del cuerpo de la mujer ideal se adelgazó sustancialmente. Se produjo un aplanamiento dramático de todo el cuerpo, lo que dio como resultado una estética más juvenil y una búsqueda de un ideal más juvenil.

## Corsés

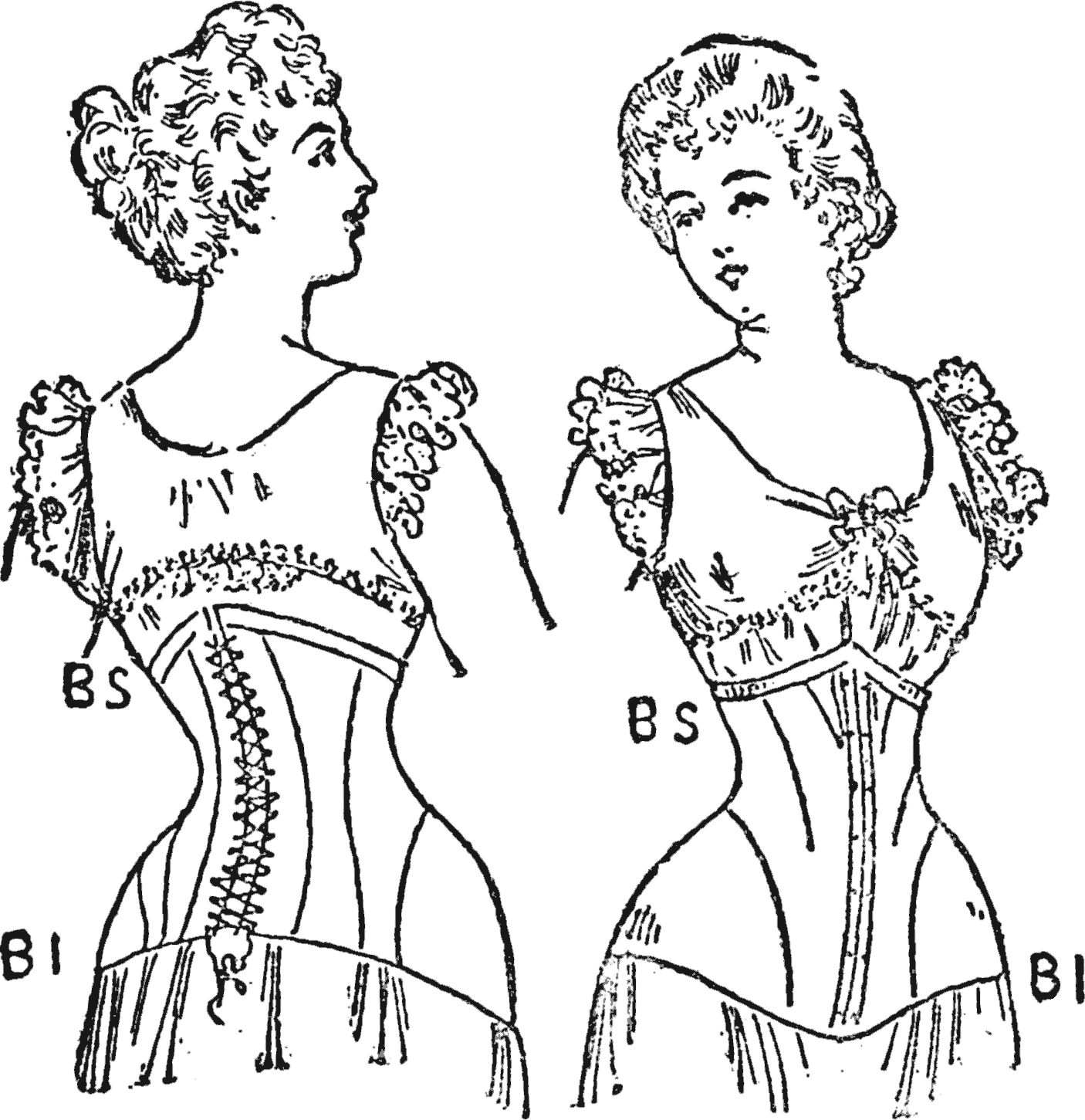
Un diagrama que muestra a una mujer usando un corsé de reloj de arena.

A mediados y finales del siglo XIX, durante la era victoriana, se utilizó el corsé de reloj de arena para acentuar la forma del cuerpo de reloj de arena que se volvió popular e ideal. Acentuaba la cintura de la mujer comprimiendo y reduciendo su tamaño con fuerza para permitir que una mujer que tenía una figura recta mostrara la forma de reloj de arena. Los diseños de corsés de reloj de arena han variado a lo largo de la historia, pero el diseño básico y la intención del corsé siguen siendo los mismos: la reducción de la línea de la cintura para crear la forma ideal del cuerpo de reloj de arena donde el busto y las caderas eran similares en medida pero mucho más anchos que la cintura estrecha. Si bien los corsés de esta época podían dar a las mujeres el cuerpo de sus sueños, también eran dañinos y perjudiciales para sus cuerpos con el tiempo. Este conocido intento histórico de cambiar la forma del cuerpo de una mujer (encorsé de la cintura para crear una figura de reloj de arena) tuvo efectos duraderos en el esqueleto, deformando las costillas y desalineando la columna.

### Moda femenina
El regreso de la figura del reloj de arena se ha visto influenciado por los diferentes roles que desempeñan las mujeres en el hogar y en el lugar de trabajo. Esto refleja el hecho de que las mujeres en la sociedad tienen más control sobre su apariencia que en años pasados. En los años 60 las mujeres celebraron su liberación vistiendo minifaldas ajustadas, en los 70 surgió la moda bohemia gracias al movimiento feminista y en los 80 la lucha por la igualdad en el lugar de trabajo llevó a muchas mujeres a elegir atuendos que llamaban menos la atención sobre sus cuerpos.

## Mujeres de talla grande en la industria de la moda
La figura de reloj de arena es quizás la más icónica de las cuatro formas corporales principales, como lo refleja la industria de la moda. Diseñadores de moda como Christian Dior han diseñado prendas teniendo en mente la forma del cuerpo femenino en forma de reloj de arena. Los diseñadores de moda continúan diseñando prendas que se adaptan a la forma del cuerpo en forma de reloj de arena, aunque las formas corporales de las mujeres modernas están cambiando y volviéndose mucho más variadas. Si bien las tallas grandes se incluyen en la industria de la moda y son producidas con mayor frecuencia por los diseñadores de ropa, la forma de reloj de arena tiene una gran influencia en el diseño de prendas de tallas grandes. Los modelos de ropa de talla grande conservan la codiciada figura de reloj de arena, aunque más grandes que los modelos de ropa normal. Una investigación realizada en Gran Bretaña por el University College London y el London College of Fashion descubrió que menos del 10% de las mujeres tenían un cuerpo con forma de reloj de arena. La cintura suave y estrecha continúa dominando en los diseños de moda destinados a las mujeres de talla grande, incluso cuando esa forma de cuerpo particular, el reloj de arena, no es común.

## Investigación

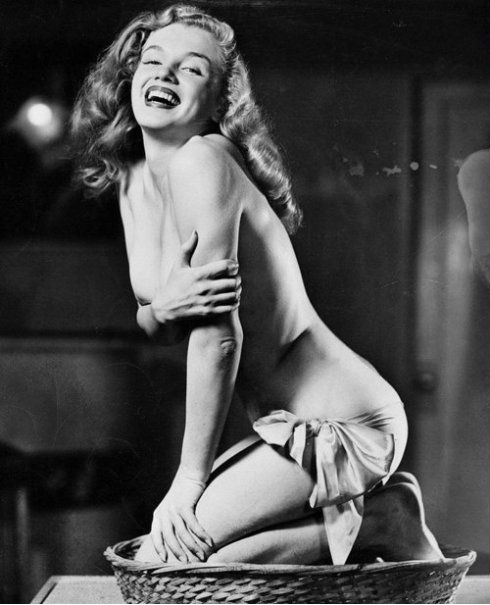
Fotografía pin-up de Marilyn Monroe tomada por Earl Moran.

Las investigaciones indican que los hombres tienen una marcada preferencia por las mujeres que tienen figura de reloj de arena. Estos estudios descubrieron que esta forma era incluso más preferida que el tamaño de los senos o los rasgos faciales. Si bien es cierto que la mayoría de los hombres se sentían atraídos inicialmente por el escote de una mujer, eran sus caderas y su cintura lo que les resultaba más atractivo. Los científicos observaron que el índice cintura/cadera más deseable era 0,7 (una cintura que mide el 70 por ciento de la circunferencia de las caderas). Algunos ejemplos de mujeres que poseen o han poseído el cuerpo «perfecto» basado en este índice fueron Marilyn Monroe, Jessica Alba y Alessandra Ambrosio. Un científico que participó en uno de los estudios especuló que la proporción de 0,7 podría indicar fertilidad femenina. Un estudio mostró que sólo alrededor del 8 por ciento de las mujeres tienen el tipo de figura de reloj de arena que exhibieron las curvilíneas estrellas de cine de los años 50, como Sophia Loren. De 6000 formas corporales de mujeres analizadas, el 46 por ciento fueron descritas como rectangulares, con la cintura menos de nueve pulgadas más pequeña que las caderas o el busto. Un poco más del 20 por ciento de las mujeres tenían forma de «cuchara» con el trasero muy grueso (forma de pera, con caderas dos pulgadas más grandes que el busto o más), mientras que casi el 14 por ciento eran «triángulos invertidos» (mujeres cuyos bustos eran tres o más pulgadas más grandes que sus caderas).